# نوتر-دام-دو-سکره-کور-دیسودون، کبک
نُتر-دام-دُ-سَکرِه-کُر-دیسُودُون (به فرانسوی: Notre-Dame-du-Sacré-Cœur-d'Issoudun) قصبه‌ای در منطقه شهری لوتبینییر ناحیه شودییر-آپالاش در استان کبک کانادا است. در سرشماری سال ۲۰۱۱ این قصبه ۷۹۳ نفر جمعیت داشته‌است و مساحت آن ۶۰٫۸۱ کیلومتر مربع است.